# پاشاکلا افراکتی
پاشکلاافراکتی، روستایی است از توابع بخش مرکزی شهرستان قائم‌شهر در استان مازندران ایران.

## جمعیت
این روستا در بیشه‌سر قرار داشته و براساس آخرین سرشماری مرکز آمار ایران که در سال ۱۳۸۵ صورت گرفته، جمعیت آن ۳۵۴نفر (۱۰۳خانوار) بوده‌است.